# Nakhal
Nakhal (نخل in arabo), è una città dell'Oman nella regione di Al Batinah.
Talvolta traslitterata anche come Naẖl o Nachl.